# دانييل ديفيس
دانييل ديفيس (بالإنجليزية: Daniel F. Davis)‏ (و. 1843 – 1897 م) هو محامي، وسياسي أمريكي، ولد في فريدوم، كان عضوًا في الحزب الجمهوري، توفي عن عمر يناهز 54 عاماً.

## مناصب
تولى منصب حاكم مين ‏ (17 يناير 1880–13 يناير 1881)
- عضو مجلس نواب مين
- عضو مجلس ولاية مين

.